# Technikum für Hydromelioration Panevėžys
Das Technikum für Hydromelioration Panevėžys (lit. Panevėžio hidromelioracijos technikumas) bis 1994 war eine staatliche allgemeinbildende Berufsschule in Panevėžys. Sie war eine der ersten Technika nach dem Zweiten Weltkrieg in Litauen.

## Geschichte
1950 wurde die Schule errichtet. Ab 1994 war sie die Schule für Landwirtschaft und Hydromelioration Panevėžys (Panevėžio žemės ūkio ir hidromelioracijos mokykla). 2000 wurde sie zum  Berufsbildungszentrum Panevėžys reorganisiert.
In Bistrampolis hatte das Technikum seine Lehrbasis. Dazu gehörte der Gutshof Bistrampolis in der Rajongemeinde Panevėžys.

## Schüler
- Leonas Apšega (* 1940), Politiker von Kupiškis
- Alfonsas Bakšys, Politiker von Panevėžys
- Vladislovas Balkauskas, Politiker von Akmenė
- Rimvydas Daukšas, Politiker von Skuodas
- Aurimas Gaidžiūnas (* 1967),  Politiker, Seimas-Mitglied
- Romualdas Gailiūnas, Politiker von Kėdainiai
- Jonas Kauneckas (* 1938), Bischof von Panevėžys
- Ričardas Kranauskas, Politiker von Telšiai
- Kazys Krisiūnas, Politiker von Rokiškis
- Danius Lygis (* 1948), Umweltminister
- Valentinas Mačiulis (* 1945), Politiker von Šilalė
- Eugenijus Malinauskas, Politiker von Pasvalys
- Lionginas Alfredas Masaitis, Raseinių politikas
- Bronislovas Matelis (* 1961), Journalist, Politiker von Panevėžys
- Albertas Miškinis (* 1938), Politiker
- Petras Naraškevičius, Journalist
- Petras Palilionis, Dichter
- Klemensas Paulius, Politiker von Tauragė
- Vladislavas Preidys, Politiker von Anykščiai
- Antanas Ragauskas, Politiker von Raseiniai
- Jurgis Staševičius (* 1958), Politiker von Kelmė und Telšiai
- Tautvilis Uža, Ingenieur
- Danguolė Žiūkienė, Politikerin von Biržai